# Pseudoplumarella thetis
Pseudoplumarella thetis är en korallart som först beskrevs av Thomson och Mackinnon 1911.  Pseudoplumarella thetis ingår i släktet Pseudoplumarella och familjen Primnoidae. Inga underarter finns listade i Catalogue of Life.